# Clavija wallnoeferi
Clavija wallnoeferi är en viveväxtart som beskrevs av B. Ståhl. Clavija wallnoeferi ingår i släktet Clavija och familjen viveväxter. Inga underarter finns listade i Catalogue of Life.